# مقاطعة بانكي
مقاطعة بانكي هي مدينة من مدن نيبال. يبلغ عدد سكانها 491,313 نسمة وذلك حسب إحصائيات سنة 2011. تبلغ مساحتها 2337 كم².